# Ґрузовце
Ґрузовце, або Грузовце (словац. Gruzovce) — село в Словаччині, Гуменському окрузі Пряшівського краю. Розташоване в східній частині Словаччини в південній частині Низьких Бескидів в долині Ондавки.
Уперше згадується у 1453 році.
У селі є римо-католицький костел.

## Населення
| Рік:            | 1994. | 2004.   | 2014.   | 2024.    |
| --------------- | ----- | ------- | ------- | -------- |
| Кількість осіб: | 130   | 127     | 124     | 137      |
| Різниця:        |       | -2,30 % | -2,36 % | +10,48 % |

| Рік:            | 2023. | 2024.   |
| --------------- | ----- | ------- |
| Кількість осіб: | 140   | 137     |
| Різниця:        |       | -2,14 % |

У селі проживає 121 особа.
Національний склад населення (за даними останнього перепису населення — 2001 року):
- словаки — 100,0 %.

Склад населення за приналежністю до релігії станом на 2001 рік:
- римо-католики — 96,75 %,
- греко-католики — 2,44 %,
- православні — 0,81 %.